# Johann Adam Benckiser
Johann Adam Benckiser (* 30. Dezember 1782 in Pforzheim; † 7. Mai 1851 ebenda) war ein deutscher Unternehmer. Er stellte Schmuck und Keramik her und gründete das Chemieunternehmen Joh. A. Benckiser GmbH.

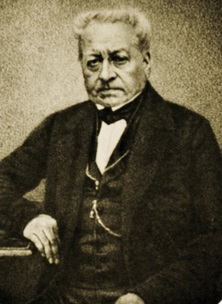
Johann Adam Benckiser um 1850

## Leben
Benckiser wurde als achtes von elf Kindern des Kaufmanns, Eisenwerkbesitzers und Klosterrichters Christian Friedrich Benckiser (1740–1805) und seiner Frau Christine Martha Vischer (1753–1809) in Pforzheim geboren. Er war der gleichnamige Enkel von Johann Adam Benckiser senior (1707–1763), dem Gründer der Benckiser'schen Eisengießerei in Pforzheim, und führte die Eisengießerei seines Großvaters nach dem Tod des Vaters 1805 mit seinem Bruder Christoph Eberhardt (1779–1855). Schon nach einem Jahr schied er jedoch aus dem Eisenwerk aus, übernahm ab 1806 bis zum Verkauf 1831 die Leitung der Durlacher Fayence-Fabrik seines Vaters und zog nach Durlach. Als er sah, dass diese Fabrik nicht mehr ausbaufähig sei, kehrte er im Jahre 1818 nach Pforzheim zurück. Er machte sich als Schmuckfabrikant selbstständig und gründete 1818 zusammen mit seinem Schwager August Wilhelm Siefert die Bijouteriewarenfabrik Benckiser & Cie, die ihre Fabrikations- und Geschäftsräume in der Östlichen Karl-Friedrich-Straße hatte.
1823 erwarb Benckiser eine sich in finanziellen Schwierigkeiten befindende und seit 1804 bestehende Salmiakhütte in der Bleichstraße in Pforzheim von ihren Inhabern Vulpius & Becht, in der aus Ammoniak und Salzsäure Salmiak hergestellt wurde.  Diese stellte entsprechende Hilfsstoffe für die Bijouteriefabrik her. Im Jahr 1830 stellte Benckiser den jungen Chemiker Karl Ludwig Reimann ein und in den Folgejahren wurde aus der relativ kleinen Chemiewerkstätte eine Chemiefabrik, in der neben Chemikalien wie Glaubersalz, Zinn- und Zinksalzen sowie Scheidewasser vor allem künstliche Weinsäure  nach einem von Reimann entwickelten Verfahren produziert wurde. Beide begründeten das Chemieunternehmens Joh. A. Benckiser GmbH. In seinem Testament verfügte Benckiser 1844 seinen Sohn Alfons (1820–1906) sowie seinen Schwiegersohn Karl Ludwig Reimann zu seinen Nachfolgern; sieben Jahre nach dem Tod von Johann Adam Benckiser wurden die Produktionsstätten der Firma in die Zweigniederlassung nach Ludwigshafen am Rhein verlegt.
Benckiser heiratete 1806 Luisa Christina Herzog (1786–1844) aus Durlach. Sie hatten sieben Söhne und acht Töchter. Karl Ludwig Reimann heiratete 1833 seine Tochter Elise. Hieraus entstand die Unternehmerfamilie Reimann, die heute zu den reichsten Familien Deutschlands gehört. Benckisers Nachfahren fusionierten 1999 ihr Chemieunternehmen Benckiser mit dem börsennotierten englischen Chemiekonzern Reckitt & Colman zu Reckitt Benckiser (seit März 2021 nur noch Reckitt) und gründeten die JAB Holding.
Sein Sohn Edwin Benckiser war Landesgerichtspräsident des Großherzogtums Baden in Mannheim. Sein Neffe August Benckiser machte die Benckiser'sche Eisengießerei zu einem namhaften Hersteller für Straßen- und Eisenbahnbrücken. Enkel Theodor Benckiser war Chemiker und führte die Firma seines Großvaters als Mitinhaber weiter. Ein weiterer Enkel war der Jurist und Politiker Robert Benckiser. In Pforzheim erinnern heute die Benckiserstraße, die Benckiserbrücke und der Benckiserpark an die Geschichte der bedeutenden Unternehmerfamilie Benckiser. Auch in Ludwigshafen am Rhein und in Ladenburg gibt es Straßen, die den Namen Benckisers tragen.